# 村瀬範行
村瀬 範行（むらせ のりゆき、1976年1月12日 - ）は、日本の漫画家。愛知県碧南市出身・在住。
主にブラックユーモアを好んで取り入れており、2000年『週刊少年チャンピオン』増刊号掲載の『ハンコウキ』でデビューした。2001年からは主に『月刊コロコロコミック』などで読み切りや連載作品を描いている。2004年からは『月刊コロコロコミック』で現在は『ケシカスくん』を連載中。通称は「ムラッセ」。
『ケシカスくん』で第53回（平成19年度）小学館漫画賞児童向け部門を受賞している。

## ケシカスくん
村瀬の作品で1番続いてる漫画作品がケシカスくんであり2025年現在も継続中。2007年には小学館漫画賞児童向け部門を受賞した他、2010年にはテレビ東京「おはスタ」でテレビアニメ化された。

### ムラッセ
単行本ではムラッセとして漫画の中盤や最終ページに必ず登場する。1巻から11巻までは『ケシカスくんができるまで』をコミックス連載し、12巻からは「ムラッセ 天下ｽ一への道」として連載中。作品内では村瀬は「仕事やりたくない」、「単行本作るの面倒くさい」、などと面倒くさがりな印象が強い。しかしコミックス連載は実際の出来事ではあるがギャグのため回によっては小さい文字で訂正が入る場合がある。しかし実際には「ケシカスのおかげで結婚することができ、母親に孫の顔を見せられた」とケシカスくんに感謝の気持ちを表している。

### パロディ
連載が始まった2004年からは連載年に流行したネタやゲーム、アニメやドラマなどがパロディ化されることが多い。2010年代後半から村瀬がゲーム好きであることからフォートナイトを中心にしたパロディが増加した。

### デュエル・マスターズ
本作品では何回かデュエマとコラボすることが多い。2017年からジョー編がスタートしデッキーくんが登場してからはケシカスくんが真似することが多かった。村瀬は単行本「いろんな遊びがジョーデッキ!編」では「デュエマチームの一員」と自称している他、ケシカスくんを「デッキーくんのパクリ」と発言していた。

## 作品リスト
| タイトル                                             | 形式 | 掲載誌 | 備考 |
| ---------------------------------------------------- | ---- | --- | --- |
| ハンコウキ                                           | 読切 | 『週刊少年チャンピオン』2000年マッシブサマー増刊号                                                               | |
| 五月は菜月の・・                                     | 読切 | 『まんがライフ』2000年                                                                                           | |
| 五月は菜月の・・                                     | 読切 | 『フリテンくん 増刊号』2001年3月                                                                                 | |
| 郵便局の寛代さん                                     | 読切 | 『フリテンくん 増刊号』2001年7月                                                                                 | |
| 放蕩指導案                                           | 読切 | 『週刊少年チャンピオン』2001年浦安鉄筋家族増刊号                                                                 | 1話・2話掲載 |
| 大江戸線捕物帖けー＆ドロー                           | 読切 | 『別冊コロコロコミックSpecial』2001年12月号                                                                      | |
| ジャック×ダクスター イタチで悪いか!!                 | 連載 | 『別冊コロコロコミックSpecial』2001年2月号 - 2002年2月号                                                         | 2002年に『ジャック×ダクスター公式完全ガイド』、2009年に『月刊コロコロコミック』11月号にいずれも4コマ漫画が掲載。 |
| オフィシャルジャッジ                                 | 読切 | 『週刊少年チャンピオン』サッカー増刊号                                                                           | |
| ぶぎうぎ 怪盗予備校編                                | 読切 | 『月刊コロコロコミック』2002年9月号                                                                              | |
| オット！殿                                           | 読切 | 『月刊コロコロコミック』2002年11月号                                                                             | |
| 爆転さるまわしカリスマくん                           | 連載 | 『別冊コロコロコミックSpecial』2003年2月号 - 2004年6月号                                                         | |
| めっちゃサマーホリデー 逆ギレイチバンくん            | 読切 | 『コロコロコミック増刊ギャグコロコミック』2003年                                                                 | |
| 徹底検証！漫画はどこまでタイムスライスを再現出来るか | 読切 | 『元祖！浦安鉄筋家族傑作選』2003年                                                                               | |
| 逆ギレ イチバンくん                                  | 読切 | 『月刊コロコロコミック』2003年12月号                                                                             | |
| ケシカスくん                                         | 連載 | 『月刊コロコロコミック』2004年6月号（読切版）、2004年8月号 - 『別冊コロコロコミックSpecial』2004年8月号 - 連載中 | 第53回小学館漫画賞児童向け部門受賞。                                                                             |
| ほんとの！グルとも！！                               | 読切 | 『小学3年生』2004年6月号                                                                                         | |
| TAIMAN-タイマン-                                     | 読切 | 『コロコロG』2010年創刊号                                                                                        | |
| みるまんが                                           | 連載 | 『コロコロイチバン！』2015年5月号 - 2016年4月号                                                                  | |
| チビカスくん                                         | 連載 | 『コロコロイチバン！』2016年5月号 - 連載中                                                                       | 『ケシカスくん』のスピンオフ作品。                                                                               |
| 碧南一家                                             | 連載 | 『広報へきなん』2018年1月1日号 - 連載中                                                                          | 加藤まさみの連載を引き継いでいる。日本で最も連載期間が長いマンガ作品。                                           |
| 沢田先生とボク                                       | 読切 | 『月刊コロコロコミック』2020年12月号                                                                             | 『スーパーマリオくん』連載30周年を記念した作品。『スーパーマリオくん』57巻収録。                                 |

### その他
- コミックGOTTA読者ページ用マンガ（2001年2月号 - 6月号連載）
- 週刊少年チャンピオン内ゲームコラム『電気頭脳園』用イラスト＆４コママンガ（2001年 - 2004年連載）
- ドラゴンクエスト「バトエン」コラム用イラスト（2001年-2010年 月刊コロコロコミック連載）
- ジャック×ダクスター 4コマ(2002年 ジャック×ダクスター公式完全ガイド、2009年月刊コロコロコミック11月号)
- 小学三年生ホビーページ用イラスト＆漫画（2003年 - 2004年、小学三年生連載）